# Coré (satélite)
Coré (AFI: [ˈkɔəri], do grego: Κόρη), ou Júpiter XLIX, é um satélite natural de Júpiter. Foi descoberto por um time de astrônomos da Universidade do Havaí liderados por Scott S. Sheppard em 2003, e recebeu a designação temporária de S/2003 J 14.
Euridome tem aproximadamente 2 Km de diâmetro, e orbita Júpiter a uma média de 23,239 Mm em 723.720 dias, a uma inclinação de 141° em relação à eclíptica (139° em relação ao equador de Júpiter), num movimento retrógrado irregular e com uma excentricidade orbital de 0,2462.
Foi nomeado em  homenagem a Coré, que na mitologia grega é um outro nome para a deusa Perséfone (do grego κόρη, "filha [de Deméter]").
Pertence ao grupo Pasife, cujas luas irregulares e retrógradas orbitam Júpiter a distâncias que variam entre 22.8 e 24.1 Gm, com inclinações variando de 144.5° e 158.3°